# Grenaderkorpset

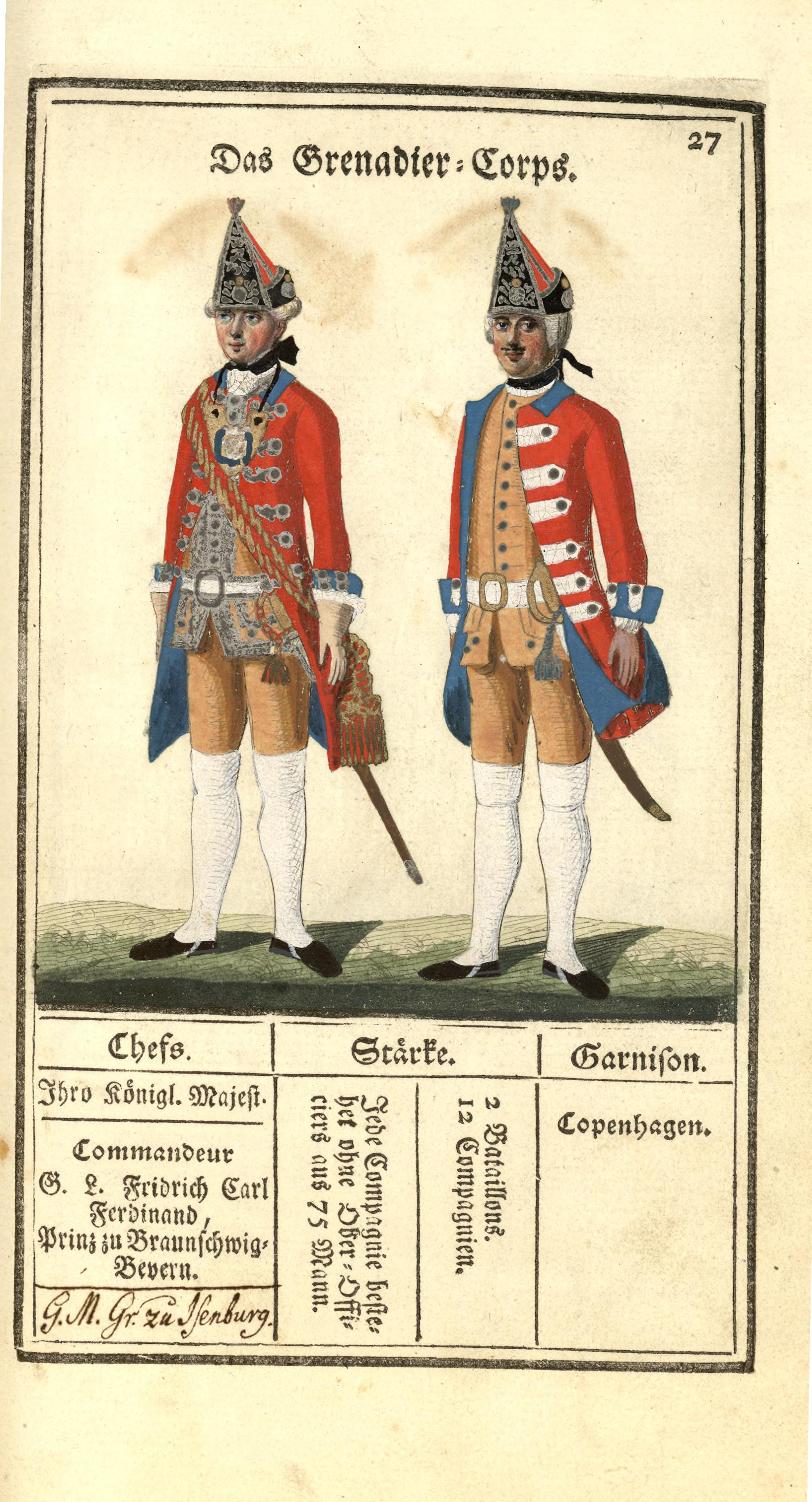
Grenaderkorpsets uniformer omkring 1760 till 1761.

Grenaderkorpset (på svenska: Grenadjärkåren), var ett danskt kungligt elitförband verksamt mellan 1701 och 1763 då det införlivades i Livgarden til fods.

## Historia
Grenaderkorpset upprättades av Fredrik IV den 15 september 1701 som ett kungligt regemente, högst i rang efter Livgarden til fods. Kungen själv stod som förbandets befälhavare, men i praktiken leddes det av en annan kommendör. Förbandet bildades genom att lägga samman alla grenadjärkompanier från övriga infanteriregementen, som innan dess haft ett grenadjärkompani vardera, förutom livgarden som hade två. Med tiden kom dock grenadjärkompanierna i de övriga infanteriregementena att återupprättas, så att de åter nådde full styrka. Till en början bar manskapet samma uniformer som deras tidigare regementen, men senare fick Grenaderkorpset egen uniform. Den bestod av en röd vapenrock med blå fodring och blå slag, blå väst och blå knäbyxor. Knapparna var av tenn med vita knappslingor. Som grenadjärer bar de grenadjärmössor, som var röda med regementets vapen på främre mässingsplåten. 

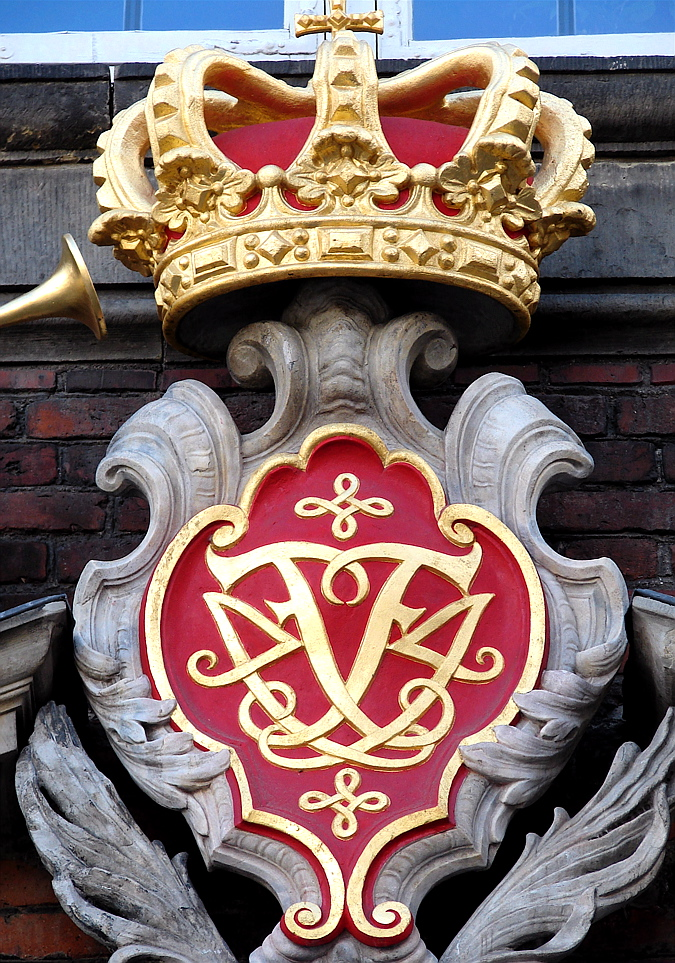
I centrum av Grenaderkorpsets fana fanns Fredrik IV:s monogram.

Regementets fana var vit med ett vitt kors på röd bakgrund i övre inre hörnet. I fanans centrum var Fredrik IV:s monogram omgärdat av Elefantorden, krönt av en kungakrona. Utanför ordensbandet var en gyllene lagerkrans en blå banderoll bärande mottot "AVT MORI AVT VINCERE" ovanför. Texten var i guld och svart.
Grenaderkorpset ingick inte i de trupper som danska kungen 1690–1714 hyrde ut till olika krigsskådeplatser på europeiska kontinenten, men när kungen 1709 beslutade att åter dra in landet i Stora nordiska kriget deltog regementet i invasionen för att återta Skånelandskapen. Under fälttåget var regementet en del av garnisonen i Helsingborg. Fälttåget slutade i ett katastrofalt nederlag vid Slaget vid Helsingborg, där Grenaderkorpset var placerat centralt på den danska vänstra flanken. Källor hävdar att regementet envist stod emot de svenska trupperna även efter att ha lämnats isolerade då andra danska regementena tagit till flykten. Regementet kunde till slut dra sig tillbaka och största delen av regementet lyckades ta sig i säkerhet innanför Helsingborgs vallar.
Den 3 augusti 1763 genomfördes en omfattande reformation av den danska armén då Grenaderkorpset, som var mycket dyrt att upprätthålla, lades ner och införlivades i Livgarden til fods. I gengäld utökades både Livgarden til fods och Livgarden til hest.